# 경민 (청나라)
숙신친왕(肅愼親王, ? ~ 1852년)은 중국 청나라의 황족 종실이다. 본명은 아이신줴뤄 징민(愛新覺羅 敬敏, 애신각라 경민)이다.
그는 황족 종실이라는 신분으로써 법부대신(法部大臣)을 지낸 숙각친왕(肅恪親王)의 아버지이다.